# 邦加德 (伊利諾伊州)
邦加德（英語：Bongard）是位於美國伊利諾伊州尚佩恩縣的一個非建制地區。該地的面積和人口皆未知。

## 地理
邦加德的座標為39°55′27″N 88°07′25″W / 39.92417°N 88.12361°W，而該地的平均海拔高度為207米（即679英尺）。